# واهان جانجیکیان
واهان جانجیکیان ( انگلیسی: Vahan Janjigian؛ ) کارآفرین و ستون‌نویس ارمنی‌تبار اهل ایالات متحده آمریکا است که در Greenwich Wealth Management LLC فعالیت می‌کند.

## زندگی‌نامه
با مدرک کارشناسی علوم از دانشگاه ویلانوا  و با مدرک‌های مدیریت ارشد کسب‌وکار و پی‌اچ‌دی از دانشگاه ایالتی و مؤسسه پلی‌تکنیک ویرجینیا فارغ‌التحصیل گشت. . جانجیکیان پیشتر در چندین دانشگاه از جمله دانشگاه دلاور، دانشگاه نورت‌ایسترن، دانشگاه آمریکایی ارمنستان و بوستون کالج تدریس نموده است.